# 20. šahovska olimpijada
20. šahovska olimpijada je potekala leta 1972 v Skopju (SFRJ).
Sovjetska zveza je osvojila prvo mesto, Madžarska drugo in SFRJ tretje.
Sodelovalo je 373 šahistov v 63 reprezentancah; odigrali so 2.666 partij.